# Palestro (1875)
«Палестро» (італ. Palestro) — броненосець типу «Прінчіпе Амадео» Королівських військово-морських сил Італії другої половини 19-го століття.

## Історія створення
Броненосець «Палестро» був закладений у серпні 1865 року на верфі Арсеналу Ла-Спеції. Спущений на воду 30 вересня або 2 жовтня 1871 року, поступив на службу 11 липня 1875 року.
Свою назву отримав на честь броньованого канонерського човна «Палестро», який загинув під час битви біля Лісси.

## Історія служби
Протягом своєї служби броненосець «Палестро» не брав участі у бойових діях. Він служив у Італійській колоніальній імперії, подекуди брав участь у маневрах флоту.
У листопаді 1880 року броненосці «Палествро» та «Рома» взяли участь у демонстрації сили біля Дубровника, щоб змусити Османську імперію виконати умови Берлінського договору і передати місто Ульцинь Чорногорії.
Протягом 1889—1894 років «Палестро» був штабним кораблем ескадри, яка базувалась в Ла-Маддалені, потім використовувався як навчальний корабель.
14 квітня 1900 року «Палестро» був виключений зі складу флоту і протягом 1903—1904 років розібраний на метал.